# Udea stationalis
Udea stationalis là một loài bướm đêm trong họ Crambidae.